# Athose
Athose (en patois, Atoz) est une ancienne commune française située dans le département du Doubs en région Franche-Comté, devenue, le 1er janvier 2016, une commune déléguée de la commune nouvelle des Premiers-Sapins.

## Géographie
Athose, commune très rurale, se situe sur le plateau du Valdahon, à proximité de Nods, et domine la Vallée de la Loue. son territoire se partage, d'une part, entre des pâturages destinés à l'élevage de vaches laitières de race Montbéliarde, en vue de la production du fromage de comté, et, d'autre part, entre une importante forêt de sapins et d’épicéas, source de revenus pour les finances de la commune.

### Toponymie
Antoze en 1336 ; Athoze ou Athose depuis le XIVe siècle jusqu'au XXe siècle, officiellement Athose.

## Histoire
Ce village possède deux orthographes : la plus ancienne, Athoze n'est plus très usitée, on trouve plus souvent Athose. Pendant longtemps, le panneau indicateur du haut du village indiquait Athoze alors que celui du bas indiquait Athose.

## Politique et administration

### Liste des maires successifs
| Période                                  | Période          | Identité       | Étiquette | Qualité |
| ---------------------------------------- | ---------------- | -------------- | --------- | ------- |
| mars 1959                                | 1979             | Henri Arbelet  |           |         |
| 1995                                     |                  | Bernard Nappez |           |         |
| mars 2001                                | 2009             | Hubert Viennet |           |         |
| 2009                                     | 31 décembre 2015 | Didier Cachod  | dvg       | Employé |
| Les données manquantes sont à compléter. |                  |                |           |         |

### Liste des maires délégués successifs
| Période                                  | Période  | Identité      | Étiquette | Qualité |
| ---------------------------------------- | -------- | ------------- | --------- | ------- |
| 1er janvier 2016                         | En cours | Didier Cachod | dvg       | Employé |
| Les données manquantes sont à compléter. |          |               |           |         |

## Démographie
L'évolution du nombre d'habitants est connue à travers les recensements de la population effectués dans la commune depuis 1793. À partir du 1er janvier 2009, les populations légales des communes sont publiées annuellement dans le cadre d'un recensement qui repose désormais sur une collecte d'information annuelle, concernant successivement tous les territoires communaux au cours d'une période de cinq ans. 
Pour les communes de moins de 10 000 habitants, une enquête de recensement portant sur toute la population est réalisée tous les cinq ans, les populations légales des années intermédiaires étant quant à elles estimées par interpolation ou extrapolation. Pour la commune, le premier recensement exhaustif entrant dans le cadre du nouveau dispositif a été réalisé en 2006,.
En 2013, la commune comptait 181 habitants, en évolution de +14,56 % par rapport à 2008 (Doubs : +2,04 %, France hors Mayotte : +2,49 %).
| 1793 | 1800 | 1806 | 1821 | 1831 | 1836 | 1841 | 1846 | 1851 |
| ---- | ---- | ---- | ---- | ---- | ---- | ---- | ---- | ---- |
| 662  | 229  | 214  | 225  | 239  | 268  | 298  | 294  | 283  |

| 1856 | 1861 | 1866 | 1872 | 1876 | 1881 | 1886 | 1891 | 1896 |
| ---- | ---- | ---- | ---- | ---- | ---- | ---- | ---- | ---- |
| 264  | 267  | 254  | 234  | 234  | 250  | 257  | 236  | 232  |

| 1901 | 1906 | 1911 | 1921 | 1926 | 1931 | 1936 | 1946 | 1954 |
| ---- | ---- | ---- | ---- | ---- | ---- | ---- | ---- | ---- |
| 208  | 212  | 222  | 215  | 200  | 170  | 164  | 197  | 198  |

| 1962 | 1968 | 1975 | 1982 | 1990 | 1999 | 2006 | 2011 | 2013 |
| ---- | ---- | ---- | ---- | ---- | ---- | ---- | ---- | ---- |
| 173  | 152  | 140  | 129  | 122  | 120  | 143  | 173  | 181  |

## Lieux et monuments

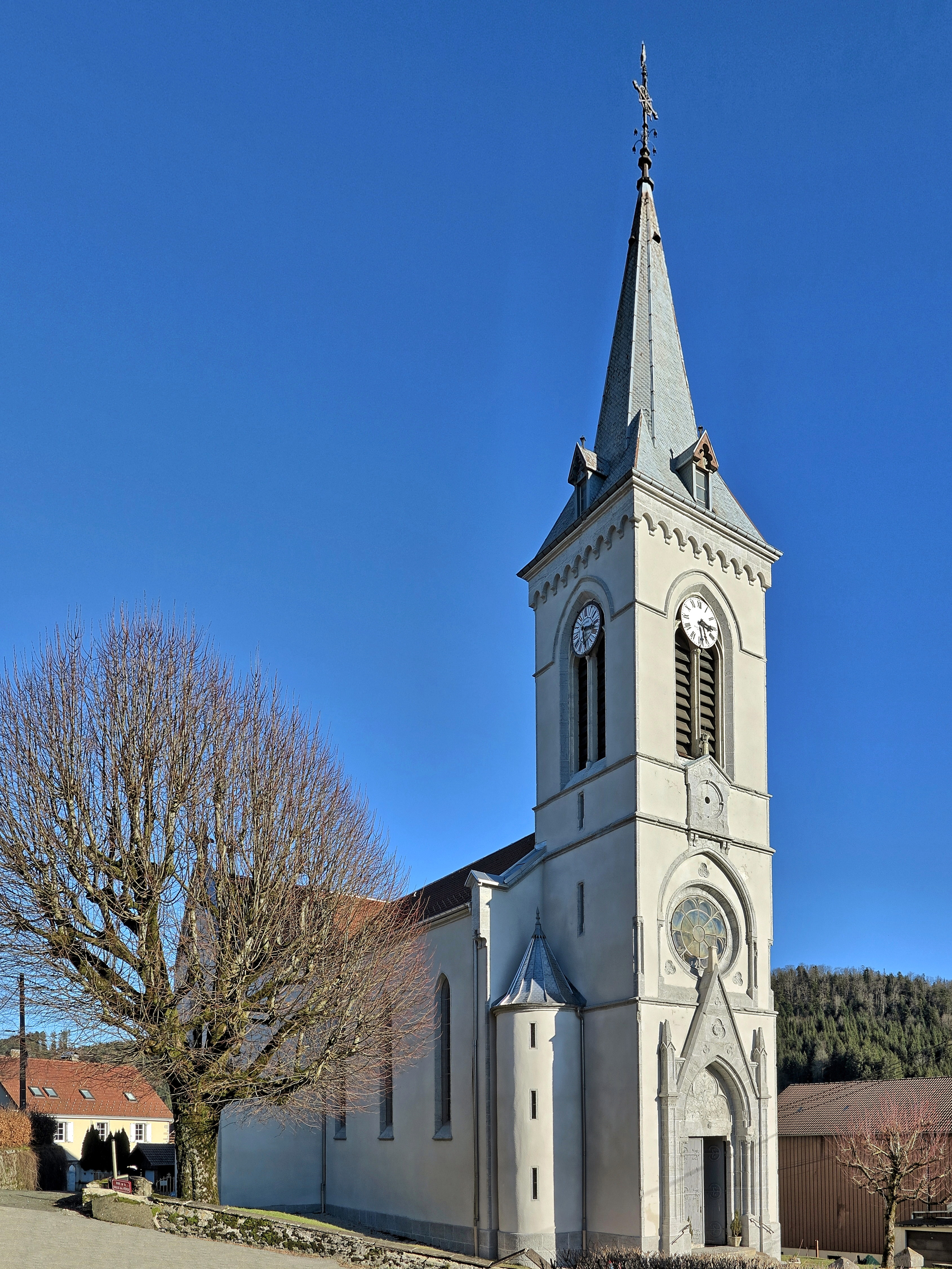
L'église.

L'église paroissiale, consacrée à Notre-Dame, de style néogothique, a été construite au XIXe siècle (achevée en 1858) par Alfred Ducat (1827-1898), architecte qui a, entre autres, construit le bâtiment de la gare bisontine de la Mouillère, aujourd'hui disparu.
Elle renferme la statue de Notre-Dame d'Athoze et une remarquable vierge de l'Assomption, en bois polychrome du XVIe siècle. L'église a été complètement restaurée en 1960, à l'initiative de Henri Arbelet, le maire de l'époque, et du Chanoine Étienne Ledeur, directeur diocésain de l'art sacré. À cette occasion, les anciens vitraux, très style sulpicien, ont été remplacés par des vitraux modernes de belle facture.
Notre-Dame d'Athoze est particulièrement vénérée lors du pèlerinage annuel, le premier dimanche de septembre ; sa statue est alors portée solennellement en procession dans les rues du village par quatre jeunes gens, après la grand-messe. Ce dimanche est en fait la fête votive du village.
À noter aussi la présence d'un oratoire consacré à Notre-Dame de la Salette, sur la route du Belsir.

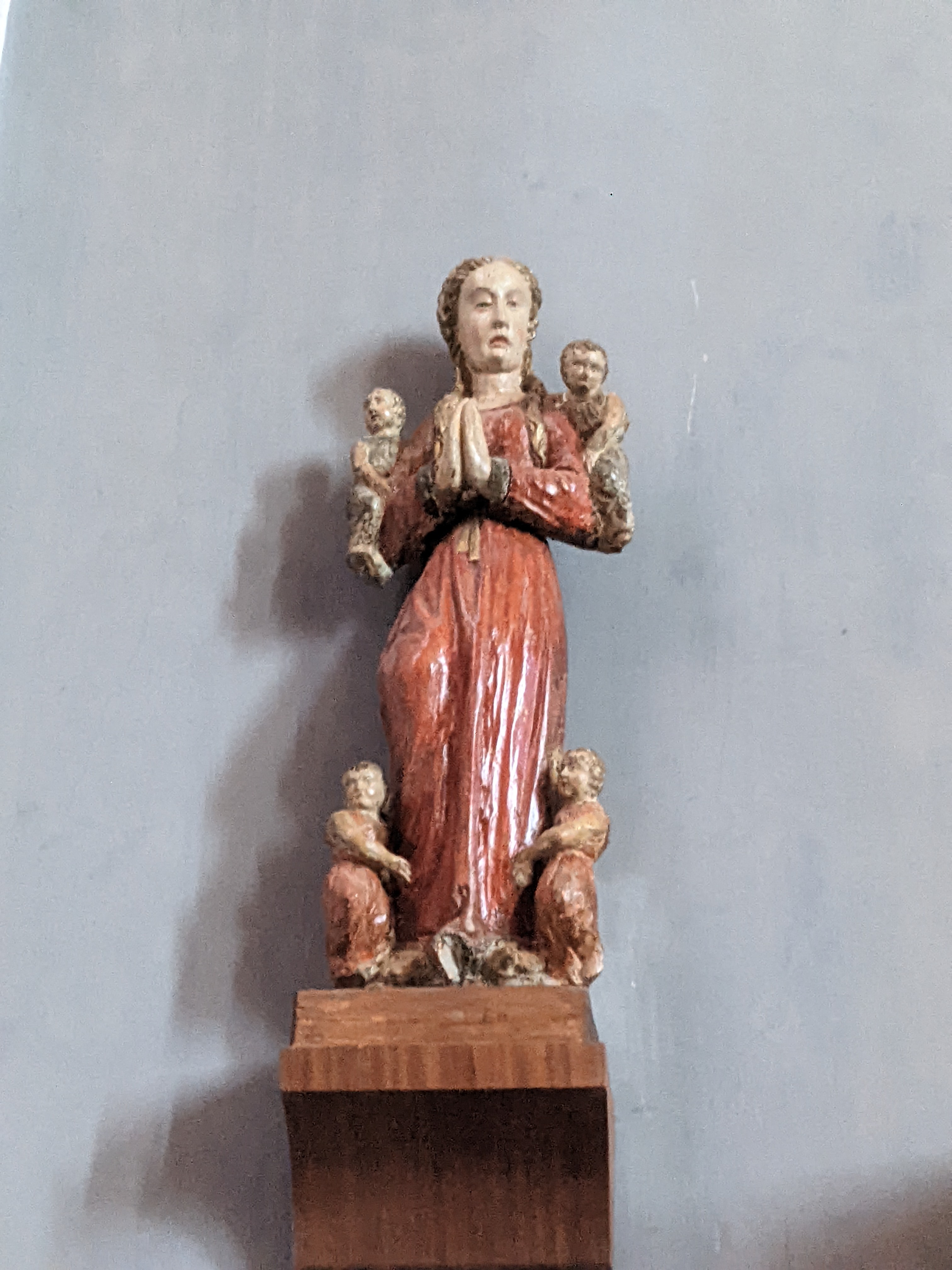
Vierge de l'Assomption